# جو ألباني
جو ألباني (بالإنجليزية: Joe Albany)‏ هو عازف جاز وعازف بيانو أمريكي، ولد في 24 يناير 1924 في اتلانتيك سيتي في الولايات المتحدة، وتوفي في 12 يناير 1988 في نيويورك في الولايات المتحدة.

## وصلات خارجية
- جو ألباني على موقع IMDb (الإنجليزية)
- جو ألباني على موقع ميوزك برينز (الإنجليزية)
- جو ألباني على موقع أول ميوزيك (الإنجليزية)
- جو ألباني على موقع ديسكوغز (الإنجليزية)
- جو ألباني على موقع قاعدة بيانات الفيلم (الإنجليزية)